# راندال إدواردز
راندال إدواردز (بالإنجليزية: Randall Edwards)‏ هو سياسي أمريكي، ولد في 13 أغسطس 1961 في يوجين في الولايات المتحدة. حزبياً، نشط في الحزب الديمقراطي لولاية أوريغون ‏. وقد انتخب أمين صندوق الدولة ‏ وانتخب عضو مجلس نواب أوريغون.